# Адольф (роман)
Роман «Адольф» написал французско-швейцарский писатель Бенжамен Констан в 1807 году.  
В 1815 году издан в Лондоне, через год в Париже.
В 1817 году Стендаль назвал „Адольфа“ «необыкновенным романом».
В 1829 году переведен на русский язык князем П. А. Вяземским .
Герой романа стал одним из прототипов Евгения Онегина в одноименном произведении А. С. Пушкина.

## Сюжет
Действие происходит в Германии. Молодой человек (Адольф), выпускник Гёттингенского университета, не имея вначале глубоких чувств, скорее из мимолётной прихоти и азарта домогается любви старшей его по возрасту женщины – любовницы графа П. Элеоноры. Она, сперва осторожная, отвечает Адольфу взаимным и пылким чувством, оставляет своего сожителя графа П. и их общих детей. Но чувства Адольфа к Элеоноре вскоре охладевают, он тяготится этой связью.

## Пушкин о романе «Адольф»
Адольф принадлежит к числу двух или трех романов,
В которых отразился век,

И современный человек

Изображен довольно верно

С его безнравственной душой

Себялюбивой и сухой,

Мечтаньям преданной безмерно,

С его озлобленным умом,

Кипящим в действии пустом.
Бенж. Констан первый вывел на сцену сей характер, впоследствии обнародованный гением лорда Байрона. С нетерпением ожидаем появления сей книги. Любопытно видеть, каким образом опытное и живое перо кн. Вяземского победило трудность метафизического языка, всегда стройного, светского, часто вдохновенного.